# جامع الإمام الصادق (الكويت)
جامع الإمام الصادق، هو مسجد شيعي في الكويت في منطقة الصوابر، كان اسمه بالسابق مسجد الحاكة، وهو تابع  لـعبد الله الحائري الإحقاقي، وبعد تثمينه من قبل الحكومة الكويتية واستبدال الأرض بمنطقة أخرى سمي بالإمام الصادق تيمنا بالإمام جعفر الصادق وتبلغ مساحته بعد التثمين 1800 م ومبنى بالطريقة الإسلامية.

## محتويات الجامع
- لجنة الدراسات الإسلامية الحوزوية واسمها حوزة النورين النيرين، تقوم بالإشراف على العديد من الدراسات الإسلامية في الأمور الدينية والعقائدية والإحكام الشرعية وعمل دورات الكمبيوتر كما تعد مركزاً للمستبصرين.
- لجنة كفالة الأيتام تقوم برعاية أيتام المسلمين في الكويت والعراق وإيران وباكستان ولبنان.
- مكتبة الإمام الصادق العامة مكتبة عامة تابعة لجامع الإمام الصادق.
- مركز الإمام الباقر للكمبيوتر ويشرف على المركز مجموعة من المتطوعين والمتخصصين في مجال علوم الكمبيوتر وينشد الجميع تقديم البرامج التدريبية للكبار والصغار على استخدام الكمبيوتر وبعض البرمجيات، والاستفادة من تقنيات الحديثة لنشر الدين الإسلامي.
- مجلة الفجر الصادق مجلة ثقافية إسلامية تهتم بنشر التعاليم الإسلامية والمواضيع الثقافية المتنوعة، تأسست في 11 ذو القعدة 1417 هـ، بمناسبة مولد علي بن موسى الرضا.

## إستهدافه بتفجير إنتحاري
- وقد استهدف مسجدَ الإمام الصادق للشيعة في مدينة الكويت الجمعة 26 يونيو 2015، بعد تفجير انتحاري نفسه في وقت الصلاة مما أسفر عن مقتل 27 شخصا وإصابة 227 آخرين. وأعلن تنظيم الدولة الإسلامية داعش مسؤوليته عن التفجير، وقال في بيان إن أحد عناصره، ويدعى أبو سليمان الموحد، نفذ التفجير.[1]